# Urfeld (Wesseling)
Urfeld – dzielnica miasta Wesseling położona w zachodnich Niemczech nad Renem, w kraju związkowym Nadrenia Północna-Westfalia, w rejencji Kolonia, w powiecie Rhein-Erft. Liczy ok. 4 100 mieszkańców. Pierwsze wzmianki z roku 1107.